# Baía da Traição
Baía da Traição este un oraș în Paraíba (PB), Brazilia.